# Willow City
Willow City è una city degli Stati Uniti, situata nella Contea di Bottineau nello Stato del Dakota del Nord. Nel censimento del 2000 la popolazione era di 221 abitanti.

## Geografia fisica
Secondo i rilevamenti dell'United States Census Bureau, la località di Willow City si estende su una superficie di 1,20 km², tutti occupati da terre.

## Popolazione
Secondo il censimento del 2000, a Willow City vivevano 221 persone, passate a 163 nel 2010.

### Etnie e minoranze straniere
Secondo il censimento del 2010, la composizione etnica della città era formata dal 95,09% di bianchi, lo 0,61% di afroamericani, il 2,45% di nativi americani, lo 0% di asiatici, lo 0% di oceanici, lo 0% di altre razze, e l'1,84% di due o più etnie. Ispanici o latinos di qualunque razza erano lo 0,61% della popolazione.